# 海軍機関学校

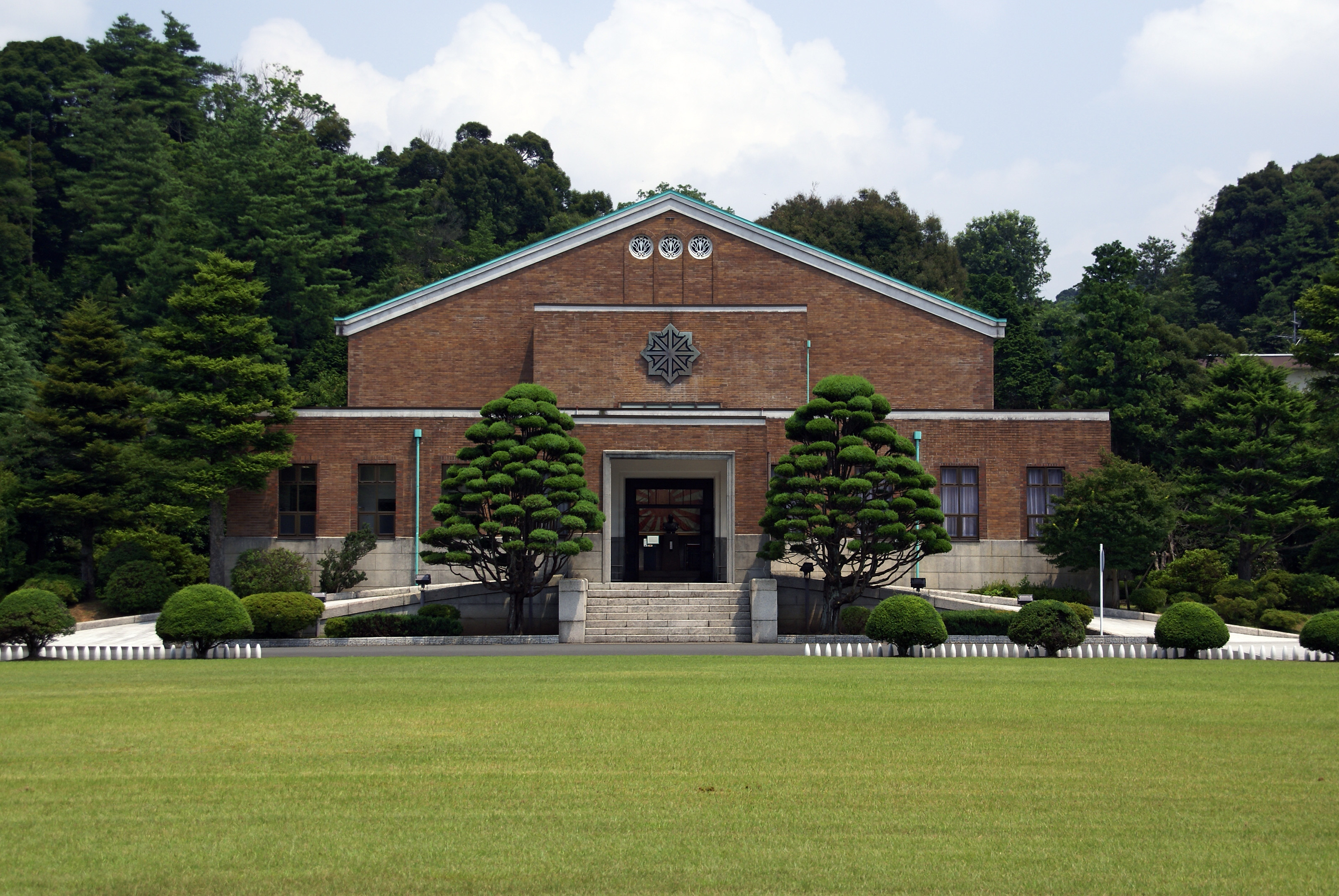
海軍記念館・旧機関学校大講堂（舞鶴基地内）

海軍機関学校（かいぐんきかんがっこう、旧字体：海󠄀軍機關學校󠄁、英語: Imperial Japanese Naval Engineering College）は、日本海軍の機関科に属する士官を養成するために、1881年（明治14年）- 1887年（明治20年）と1893年（明治26年）- 1945年（昭和20年）に設置した軍学校である。略称は海機、機関学校。
いわゆる「海軍三校」の一つ（他の二つは、海軍兵学校および海軍経理学校）。

## 概要
戦前、舞鶴といえば、海軍機関学校を意味した。

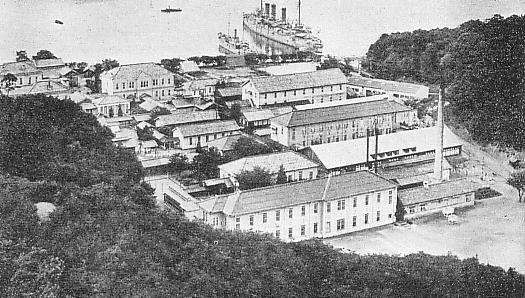
1930年頃の海軍機関学校

機関術・整備技術を中心に機械工学・科学技術（火薬・燃料の調合技術）・設計等メカニズムに関わるあらゆる事象の研究・教育を推進した。また、機関科将校の術科学校であり、投炭技能や造船技術の訓練を下士官に施していた工機学校が閉校していた大正3年ー昭和3年の間は、工機学校に代わる組織として「練習科」を併設した。なお従来の機関将校育成コースは「生徒科」と称した。また、将来将校となるべき生徒以外にも、准士官及び下士官を選修学生として教育した。

### 歴史
帝國海軍の発足間もない1874年（明治7年）、神奈川県三浦郡横須賀村（現・横須賀市）に海軍兵学寮分校が置かれる。なお、当時の本校である海軍兵学寮は東京府築地（現・東京都中央区）にあった。
1878年（明治11年）、海軍兵学校附属機関学校に改称。さらに1881年（明治14年）海軍機関学校となる。
1887年（明治20年）にいったん廃止される（機関学校第4期生は海軍兵学校に編入され、兵学校第16期生となる。後に大将となった井出謙治がこのケースに該当する）。
1893年（明治26年）に再置される。
関東大震災によって校舎が罹災したため、1923年-1925年は広島県安芸郡江田島町（現・江田島市）の海軍兵学校内に移り、同校生徒と共に教育を受ける。1925年（対象14年）に京都府舞鶴に移転、以後終戦まで舞鶴の地に置かれた。
1933年（昭和8年）10月30日、昭和天皇が舞鶴港を巡幸し、機関学校を視察（福井県で行われた陸軍特別大演習の帰路）。
大東亜戦争（太平洋戦争・第二次世界大戦）開戦後の1942年（昭和17年）11月に、従来、将校を兵科と機関科とに区分していた将校制度が改正されて機関科将校が「将校」へ統合されたことに伴い、1944年10月に廃止され、新たに海軍兵学校舞鶴分校となる（兵機一系化）。但し、「機関学校」の名称は神奈川県三浦郡大楠町（現・横須賀市）に既設の海軍工機学校が改正して継承された。
終戦後、舞鶴分校は1945年11月30日に廃校となる。跡地は第二復員省第二復員局に渡り、復員兵受け入れの拠点として使われた。その後、引揚援護院舞鶴地方引揚援護局となり民間の引揚者も多数到着した。1952年（昭和27年）の保安庁警備隊発足と同時に舞鶴基地となり、再び軍事拠点となった。現在は海上自衛隊舞鶴地方総監部・海軍記念館などが置かれている。

## 歴代校長

### 第一次
1. （心得）麻生武平 六等出仕：1880年11月26日 -
2. （兼）仁礼景範 少将：1882年6月16日 -
3. （兼）中牟田倉之助 中将：1882年10月8日 -
4. 真木長義 中将：1885年6月29日 -
5. （兼）有地品之允 少将：1886年6月17日 - 1887年7月15日廃止

### 第二次
1. 吉田貞一 機関大監：1893年12月20日 - 1897年12月28日
2. 湯地定監 機関総監：1897年12月28日 -
3. 永嶺謙光 機関大監：1903年12月31日 -
4. 山本安次郎 機関少将：1905年11月4日 - 1908年8月28日
5. 永嶺謙光 機関少将：1908年8月28日 - 1910年12月1日
6. 下條於兎丸 機関少将：1910年12月1日 - 1911年12月1日
7. 市川清次郎 機関少将：1911年12月1日 - 1913年12月1日
8. 武田秀雄 機関中将：1913年12月1日 - 1914年4月1日
9. 賀茂厳雄 機関少将：1914年4月1日 - 1916年4月1日
10. 木佐木幸輔 機関少将：1916年4月1日 - 1917年12月1日
11. 船橋善弥 機関中将：1917年12月1日 -
12. 平塚保 機関少将：1921年9月1日 - 1923年5月25日
13. 池田岩三郎 機関少将：1923年5月25日 -
14. 岡崎貞伍 機関中将：1924年7月25日 -
15. 清水得一 少将：1925年4月15日 -
16. 山下巍八郎 中将：1928年12月10日 - 1929年11月30日
17. 黒田琢磨 中将：1929年11月30日 -
18. 小野寺恕 少将：1931年12月1日 -
19. 上田宗重 中将：1934年5月10日 -
20. 兼田市郎 少将：1935年12月2日 -
21. 平岡礹 中将：1938年11月15日 -
22. 鍋島茂明 中将：1941年11月20日 -
23. 柳原博光 中将：1943年10月25日 - 1944年10月1日 ※海軍兵学校へ統合、舞鶴分校となる

## 主な卒業生

### 第一次
- 旧2期 1883年7月10日卒
  - 中将：武田秀雄

- 旧4期 1887年7月12日卒
  - 機関中将：中島與曽八
  - 機関少将：藤井光五郎

### 第二次
- 1期 1894年10月15日卒
  - 中将：岩辺季貴
  - 少将：大沼龍太郎
  - 大佐：小田切延寿

- 2期 1895年12月16日卒
  - 中将：岡崎貞伍・増井敬次郎

- 3期 1896年12月16日卒
  - 中将：池田岩三郎
  - 少将：栗田富太郎・重村義一

- 5期 1898年4月29日卒
  - 中将：清水得一 優等・水谷幸太郎

- 7期 1900年4月23日卒
  - 中将：山下巍八郎

- 10期 1902年4月26日卒
  - 中将：杉政人
  - 少将：後藤兼三

- 11期 1903年4月27日卒
  - 中将：黒田琢磨 優等
  - 中将：牛丸福作

- 12期 1904年2月29日卒
  - 中将：小野寺恕 優等
  - 少将：伊地知四郎・城戸忠彦・林正男
  - 中佐：竹垣純信
  - 中尉：鹿子木員信

- 13期 1905年3月31日卒
  - 中将：上田宗重（旧姓:篠原）優等・小野徳三郎（青山学院大学第8代総長）
  - 少将：赤堀研吉・石河英吉・満岡諒次
  - 大佐：籾山重幸

- 14期 1906年3月24日卒
  - 少将：河瀬真

- 15期 1907年4月25日卒
  - 中将：氏家長明 優等（次席）
  - 大尉：中島知久平 優等（三席）

- 16期 1908年4月25日卒
  - 中将：兼田市郎

- 17期 1909年4月1日卒
  - 中将：平岡礹（イワオ）
  - 少将：広瀬藤蔵

- 18期 1910年4月1日卒
  - 中将：石井常次郎・渋谷隆太郎

- 19期 1910年11月24日卒
  - 中将：鍋島茂明
  - 大佐：櫻井武雄・村井貞亨

- 20期 1911年7月31日卒
  - 中将：柳原博光 優等

- 22期 1913年卒
  - 中将：中村止・森住松雄

- 24期 1915年12月20日卒
  - 中将：榎本隆一郎

- 26期 1917年11月26日卒
  - 中将：上野権太

- 33期 1924年7月24日卒
  - 中佐：谷本政一

- 40期 1931年11月20日卒
  - 中佐：河野克次（河野克俊の実父）

- 45期 1937年3月26日卒
  - 少佐：松平永芳

- 49期 1940年8月10日卒
  - 大尉：角田義隆

- 51期 1941年11月15日卒
  - 少佐：黒木博司（殉職、回天創始者）